# Йонийско море
Йонийско море (на албански: Deti Jon, Нашето море, гр. Ιόνιο Πέλαγος, ит. Mare Ionio) е море в централната част от акваторията на Средиземно море.
Разположено е между югозападните брегове на Балканския полуостров на изток, югоизточните брегове на Апенинския полуостров на северозапад и източния бряг на остров Сицилия на запад. На юг по линията (650 km) между крайния югоизточен нос на остров Сицилия и крайния южен нос на полуостров Пелопонес е широко отворено към останалата част на Средиземно море, на север чрез протока Отранто се свързва с Адриатическо море, а на северозапад чрез Месинския проток – с Тиренско море.. В тези си граници дължината му от запад на изток в най-южната му част е около 650 km, о ширината от север на юг – около 400 km.
Бреговете му са предимно скалисти, стръмни и планински, силно разчленени особено на изток, край бреговете на Гърция. Тук най-големите заливи са Амбракийски, Патраикос, Коринтски и др., а на северозапад край бреговете на Апенинския полуостров – заливите Таранто, Скуилаче и др. В източната му част на протежение от 150 km са разположени Йонийските острови, в т.ч. островите Корфу, Лефкада, Итака, Кефалония, Закинтос и др. Дъното му представлява тектонска падина с дълбочина над 4000 m, максимална 4594 m, разположена в югоизточната му част. Дънните наслаги са съставени предимно от тиня, а в близост до бреговете – от тинест пясък, пясък и мидени черупки. Най-голямата река вливаща се в него е Ахелоос от изток в Гърция. Повърхностните течения образуват циклонален кръговрат и тяхната скорост е около 1 км/ч. Климатът е средиземноморски. Средна февруарска температура на водата на повърхността 14 °C, средна августовска – 25,5 °C. Соленост над 38‰. На дъното температурата на водата е около 13 °C, а солеността 38‰.
По бреговете на морето са разположени множество градове и курортни селища на Италия, Гърция и Албания, най-големи от които са:
- Италия – Сиракуза, Катания, Месина (на остров Сицилия), Реджо ди Калабрия, Кротоне, Таранто, Галиполи (на Апенинския полуостров);
- Гърция – Керкира, Игуменица, Превеза, Патра;
- Албания – Саранда.